# 建元 (南齐)
建元（479年四月—482年十二月）是南朝齊开国皇帝齊高帝萧道成的年號，共3年。
建元四年三月齊武帝蕭賾即位沿用。

## 纪年
| 建元 | 元年  | 二年  | 三年  | 四年  |
| ---- | ----- | ----- | ----- | ----- |
| 公元 | 479年 | 480年 | 481年 | 482年 |
| 干支 | 己未  | 庚申  | 辛酉  | 壬戌  |

## 參看
- 中国年号索引
  - 其他使用建元年號的政權
- 同期存在的其他政权年号
  - 太和（477年正月-499年十二月）：北魏政权北魏孝文帝元宏年号
  - 永康（464年-484年）：柔然政权受罗部真可汗予成年号